# 馬拉達納鐵路站
馬拉達納鐵路站是斯里蘭卡可倫坡的一个铁路枢纽。该站由斯里蘭卡鐵路運營。馬拉達納鐵路站有一栋两层楼的建筑，里面有售票处、候车室和斯里蘭卡鐵路的办公室。有一座天桥通向月台。